# دانييل وايلدينغ
دانييل وايلدينغ (بالإنجليزية: Daniel Wilding)‏ هو طبال بريطاني، ولد في 22 يناير 1989.

## وصلات خارجية
- دانييل وايلدينغ على موقع ميوزك برينز (الإنجليزية)
- دانييل وايلدينغ على موقع ديسكوغز (الإنجليزية)